# فینال جام باشگاه‌های اروپا ۱۹۸۸
فینال جام باشگاه‌های اروپا ۱۹۸۸، رقابت پایانی جام باشگاه‌های اروپا در سال ۱۹۸۸ میلادی است که مابین دو تیم باشگاه فوتبال پی‌اس‌وی آیندهوون و باشگاه فوتبال بنفیکا در ورزشگاه مرسدس بنز آرنا، اشتوتگارت برگزار شده‌است.
این مسابقه که در تاریخ ۲۵ مه ۱۹۸۸ انجام شده‌است در زمان معمول با نتیجه ۰ بر ۰ به پایان رسید. در ضربات پنالتی باشگاه فوتبال پی‌اس‌وی آیندهوون با نتیجه ۶ بر ۵ به پیروزی رسید. مربی بنفیکا تونی اولیویرا بود